# Super Formula
La Super Formula, ufficialmente Japanese Championship Super Formula, è una serie automobilistica per vetture monoposto con base in Giappone. La serie ha preso il nome attuale dal 2013, ma è attiva dal 1973 come campionati giapponesi di Formula 2000, poi Formula 2, Formula 3000, e, infine, Formula Nippon; i regolamenti tecnici sono stati quasi sempre equivalenti a quelli "internazionali" sanciti dalla FIA, con alcune eccezioni.

## Storia

### La F2000 e la Formula 2
La categoria affonda le sue origini nel campionato giapponese di Formula 2000, iniziato nel 1973, poi sostituito dal campionato di Formula 2 nel 1978. Le vetture di F2000 erano perlopiù delle March, motorizzate BMW. Tra il 1976 e il 1977 s'impose il costruttore locale Nova.
In queste prime stagioni la categoria era affollata da piloti locali (alcuni dei quali poi impegnati nelle prime edizioni del Gran Premio del Giappone di Formula 1) ma con qualche presenza di piloti di un certo rilievo, provenienti dal Campionato mondiale di Formula 1. Il francese Jacques Laffite s'impose in una gara nel 1976, mentre Riccardo Patrese vinse una gara l'anno successivo, seguito da Marc Surer con un successo nel 1978 e da Beppe Gabbiani una vittoria nel 1979. All'epoca però, e fino al 1979, i piloti "ospiti" non marcavano punti nella classifica.
Tra il 1977 e il 1979 e tra il 1982 e il 1985 venne stilata, oltre alla classifica generale, una classifica solo con i risultati delle gare disputate sul Circuito di Suzuka, il Suzuka Championship. Nel 1983 il britannico Geoff Lees fu il primo pilota non giapponese a imporsi nel campionato. Durante il periodo della F2 Satoru Nakajima, poi passato alla F1, s'impose in ben cinque edizioni su 9.

### La F3000
Quando il campionato internazionale di F2 terminò nel 1984 la serie giapponese continuò per altri tre anni (usando quasi esclusivamente motori Honda da 2000 cm³) prima di utilizzare anch'essa monoposto di Formula 3000, seguendo così i nuovi regolamenti tecnici "europei".
Nel periodo della F3000 vennero lanciati, dalla categoria, piloti come Aguri Suzuki, Emanuele Pirro, Heinz-Harald Frentzen, Eddie Irvine e Ukyo Katayama. Nel 1991 a una gara della serie prese parte anche Michael Schumacher. I telai presenti erano della Lola e della Reynard, come nella serie europea, motorizzati da Mugen-Honda o Cosworth. Nel 1994 Marco Apicella portò al successo finale una vettura nipponica, la Dome.

### La F. Nippon
Quando i regolamenti della F3000 cambiarono nel 1996, per trasformarsi in una serie automobilistica monomarca, i giapponesi continuarono con i loro regolamento, ufficializzando così la separazione rispetto alla categoria europea, e creando una nuova categoria, conosciuta con il nome di Formula Nippon. Negli anni '90 la serie acquistò un certo rilievo con vari piloti internazionali provenienti o che avrebbero trovato la loro strada in Formula 1: Ralf Schumacher s'impose nel 1996 e Pedro de la Rosa nel 1997. Nel 1999 s'impose invece Tom Coronel, poi protagonista nel WTCC. Le vetture erano, per lo più, Lola o Reynard, motorizzate da Mugen o Judd.

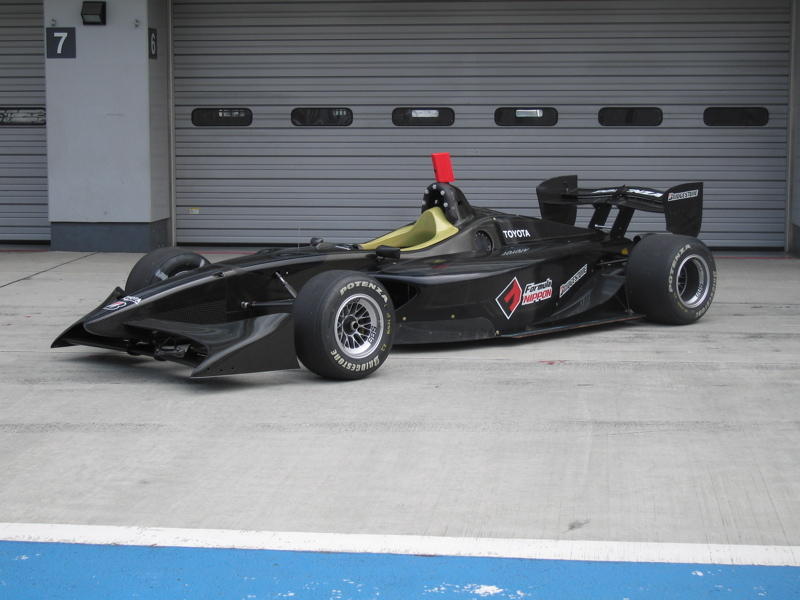
L'ultimo telaio utilizzato della F.Nippon, lo Swift FN09 (conosciuto anche come Swift 017.n), introdotto nel 2009.

La struttura "aperta" della formula ha resistito fino al 2000, quando tutte le vetture vennero motorizzate dalla Mugen e i telai forniti da diverse case costruttrici, come Lola, Reynard e G-Force.
La trasformazione in serie monomarca è in realtà avvenuta non per scelta regolamentare, ma per le difficoltà economiche di diversi fornitori, tanto che si passò nel 2002 a un campionato monomarca Reynard-Mugen. Nel 2003 la serie impiegò Lola B3/50 con motori Mugen Honda, preparati però da aziende private, per una potenza intorno ai 550 CV. Nel 2004 la serie affrontò per la prima volta una gara fuori dal Giappone, precisamente sul Circuito di Sepang, in Malaysia.
Nel 2006 la Formula Nippon ha modificato ancora una volta i propri regolamenti tecnici (anche in risposta al successo della GP2 Series) con un nuovo telaio Lola B06/51 e nuovi motori forniti da Toyota e Honda uguali a quelli usati nel 2005 nella Indy Racing League. La serie, gestita dalla società Japan Race Promotion, vide al via delle sue gare 22 vetture.

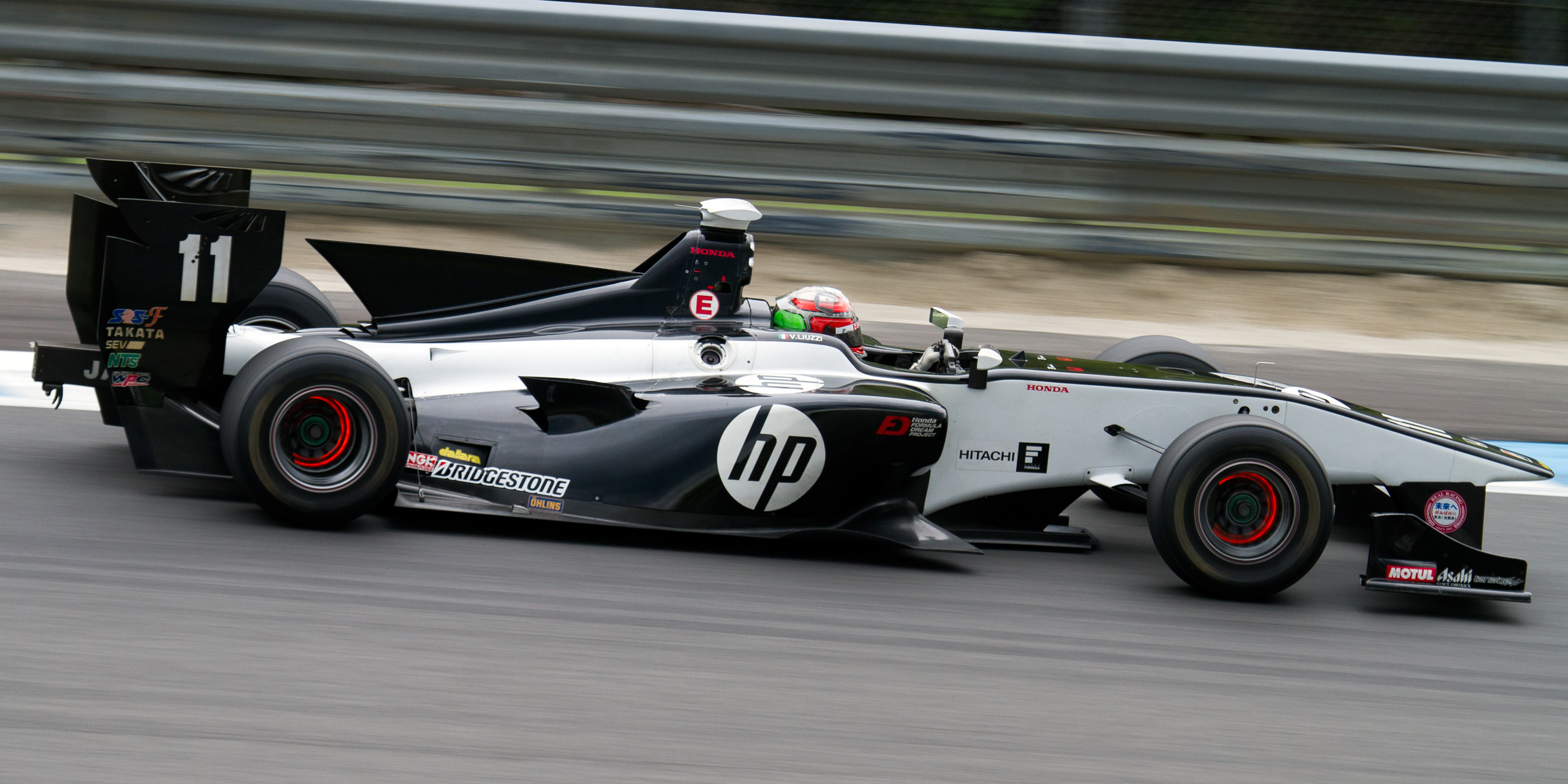
Vitantonio Liuzzi impegnato in una gara del campionato nella stagione 2014.

Dal 2009 al 2013, le vetture sono state fornite dalla casa statunitense Swift Engineering, e motorizzate Toyota o Honda.

### Super Formula
Nel 2012 è stata annunciata la volontà di cambiare il nome alla categoria a partire dal 2013. La nuova denominazione, decisa tramite un concorso di idee, avrebbe dovuto essere annunciata il 27 maggio 2012. L'annuncio è stato, infine, posticipato al 5 agosto 2012: la categoria è chiamata Super Formula (abbreviata in SF). La Japan Race Promotion Inc., organizzatrice del campionato, intende così elevare il rango della categoria, per avvicinarlo alla Formula 1 e alla IndyCar Series. L'ultima stagione con la denominazione di Formula Nippon è vinta dall'ex pilota di Formula 1 Kazuki Nakajima.
Dal 2014 al 2019 la categoria ha utilizzato una nuova vettura, denominata SF14, costruita dall'italiana Dallara. Quest'ultima è stata sostituita dalla SF19, a partire dalla suddetta stagione, la vettura è stata anch'essa prodotta dalla Dallara.
Il 17 agosto 2019, nel corso di un weekend di gara al Twin Ring Motegi è stato annunciato che, dalla stagione 2020, il Campionato giapponese di Formula 3 verrà ribattezzato Super Formula Light (SFL), al fine di stringere i legami tra questa categoria e le due più importanti categorie motoristiche del Giappone, la Super Formula e la Super GT Series.
Nell'ottobre del 2021 la serie lancia il progetto "Super Formula Next 50", in collaborazione con i partner motoristici Toyota e Honda, da implementare con la stagione successiva, la cinquantesima del campionato, nelle sue diverse denominazioni. Il progetto ha come obiettivo quello di lanciare i migliori piloti del continente, di utilizzare le vetture presenti per testare nuove tecnologie, e di creare una nuova piattaforma digitale, con cui informare i tifosi.

#### Tabella vetture
| Denominazione | Costruttore | Motore        | Stagioni  |
| ------------- | ----------- | ------------- | --------- |
| Swift FN09    | Swift       | Honda, Toyota | 2013      |
| Dallara SF14  | Dallara     | Honda, Toyota | 2014-2018 |
| Dallara SF19  | Dallara     | Honda, Toyota | 2019-2022 |
| Dallara SF23  | Dallara     | Honda, Toyota | 2023-     |

## Albo d'oro

### Formula 2000
| Anno | Vincitore         | Vettura   |
| 1973 | Motoharu Kurosawa | March-BMW |
| 1974 | Noritake Takahara | March-BMW |
| 1975 | Kazuyoshi Hoshino | March-BMW |
| 1976 | Noritake Takahara | Nova-BMW  |
| 1977 | Kazuyoshi Hoshino | Nova-BMW  |

### Formula 2
| Anno | Vincitore         | Vettura                  |
| 1978 | Kazuyoshi Hoshino | Nova-BMW                 |
| 1979 | Keiiji Matsumoto  | March-BMW                |
| 1980 | Masahiro Hasemi   | March-BMW                |
| 1981 | Satoru Nakajima   | Ralt-Honda March-Honda   |
| 1982 | Satoru Nakajima   | March-Honda              |
| 1983 | Geoff Lees        | March-Honda Spirit-Honda |
| 1984 | Satoru Nakajima   | March-Mugen Honda        |
| 1985 | Satoru Nakajima   | March-Mugen Honda        |
| 1986 | Satoru Nakajima   | March-Honda              |

### Formula 3000
| Anno | Vincitore         | Vettura                |
| 1987 | Kazuyoshi Hoshino | March-Honda Lola-Honda |
| 1988 | Aguri Suzuki      | March-Cosworth Yamaha  |
| 1989 | Hitoshi Ogawa     | Lola-Mugen Honda       |
| 1990 | Kazuyoshi Hoshino | Lola-Mugen Honda       |
| 1991 | Ukyo Katayama     | Lola-Cosworth          |
| 1992 | Mauro Martini     | Lola-Mugen Honda       |
| 1993 | Kazuyoshi Hoshino | Lola-Mugen Honda       |
| 1994 | Marco Apicella    | Dome-Mugen Honda       |
| 1995 | Toshio Suzuki     | Lola-Mugen Honda       |

### Formula Nippon
| Anno | Vincitore              | Vettura             |
| 1996 | Ralf Schumacher        | Reynard-Mugen Honda |
| 1997 | Pedro de la Rosa       | Lola-Mugen Honda    |
| 1998 | Satoshi Motoyama       | Reynard-Mugen Honda |
| 1999 | Tom Coronel            | Reynard-Mugen Honda |
| 2000 | Toranosuke Takagi      | Reynard-Mugen Honda |
| 2001 | Satoshi Motoyama       | Reynard-Mugen Honda |
| 2002 | Ralph Firman           | Reynard-Mugen Honda |
| 2003 | Satoshi Motoyama       | Lola-Mugen Honda    |
| 2004 | Richard Lyons          | Lola-Mugen Honda    |
| 2005 | Satoshi Motoyama       | Lola-Mugen Honda    |
| 2006 | Benoît Tréluyer        | Lola-Toyota         |
| 2007 | Tsugio Matsuda         | Lola-Toyota         |
| 2008 | Tsugio Matsuda         | Lola-Toyota         |
| 2009 | Loïc Duval             | Swift-Honda         |
| 2010 | João Paulo de Oliveira | Swift-Toyota        |
| 2011 | André Lotterer         | Swift-Toyota        |
| 2012 | Kazuki Nakajima        | Swift-Toyota        |

### Super Formula
| Anno | Vincitore       | Vettura        | Rookie of the Year  | Team campione                |
| 2013 | Naoki Yamamoto  | Swift-Honda    | Non assegnato       | Petronas Team TOM'S          |
| 2014 | Kazuki Nakajima | Dallara-Toyota | Tomoki Nojiri       | Petronas Team TOM'S          |
| 2015 | Hiroaki Ishiura | Dallara-Toyota | Kamui Kobayashi     | Petronas Team TOM'S          |
| 2016 | Yuji Kunimoto   | Dallara-Toyota | Non assegnato       | P.mu/cerumo・INGING          |
| 2017 | Hiroaki Ishiura | Dallara-Toyota | Pierre Gasly        | P.mu/cerumo・INGING          |
| 2018 | Naoki Yamamoto  | Dallara-Honda  | Nobuharu Matsushita | Kondō Racing                 |
| 2019 | Nick Cassidy    | Dallara-Toyota | Álex Palou          | Docomo Team Dandelion Racing |
| 2020 | Naoki Yamamoto  | Dallara-Honda  | Toshiki Oyu         | Vantelin Team TOM'S          |
| 2021 | Tomoki Nojiri   | Dallara-Honda  | Hiroki Otsu         | Carenex Team Impul           |
| 2022 | Tomoki Nojiri   | Dallara-Honda  | Ren Sato            | Team Mugen                   |
| 2023 | Ritomo Miyata   | Dallara-Honda  | Liam Lawson         | Team Mugen                   |

## Statistiche

### Plurivincitori
| Titoli | Pilota            | anno                               |
| ------ | ----------------- | ---------------------------------- |
| 6      | Kazuyoshi Hoshino | 1975, 1977, 1978, 1987, 1990, 1993 |
| 5      | Satoru Nakajima   | 1981, 1982, 1984, 1985, 1986       |
| 4      | Satoshi Motoyama  | 1998, 2001, 2003, 2005             |
| 3      | Naoki Yamamoto    | 2013, 2018, 2020                   |
| 2      | Tsugio Matsuda    | 2007, 2008                         |
| 2      | Kazuki Nakajima   | 2012, 2014                         |
| 2      | Hiroaki Ishiura   | 2015, 2017                         |
| 2      | Noritake Takahara | 1974, 1976                         |
| 2      | Tomoki Nojiri     | 2021, 2022                         |

### Plurivincitori Motorista
| Titoli | Costruttore | anno                                                         |
| ------ | ----------- | ------------------------------------------------------------ |
| 28     | Honda       | 1981-1987, 1989-1990, 1992-2005, 2009, 2013, 2018, 2020-2022 |
| 12     | Toyota      | 2006-2008, 2010-2012, 2014-2017, 2019, 2023                  |
| 8      | BMW         | 1973-1980                                                    |
| 2      | Cosworth    | 1988, 1991                                                   |